# Fulvia
Fulvia (77-40 a. C.) fue una dama romana que vivió en el siglo I a. C. Fue la primera mujer no mitológica en aparecer retratada en las monedas romanas. Según Plutarco, Fulvia no tenía ningún interés en las labores del hilado, ni en el hogar ni en un marido que no tuviera como objetivo la vida pública. Quería gobernar, tenía ansias de poder y deseaba ser comandante en jefe. Habría de ser recordada en la historia de la República romana tardía por su ambición y su actividad política. El historiador afirmó que la reina Cleopatra VII de Egipto estaba en deuda con ella por haber enseñado a Marco Antonio a obedecer la autoridad de una mujer.

## Familia
Fulvia fue hija de Marco Fulvio Bambalión, miembro de la gens Fulvia —cuya conexión con los Fulvios republicanos es desconocida—, y de Sempronia, hija de Sempronio Tuditano.

## Primer matrimonio

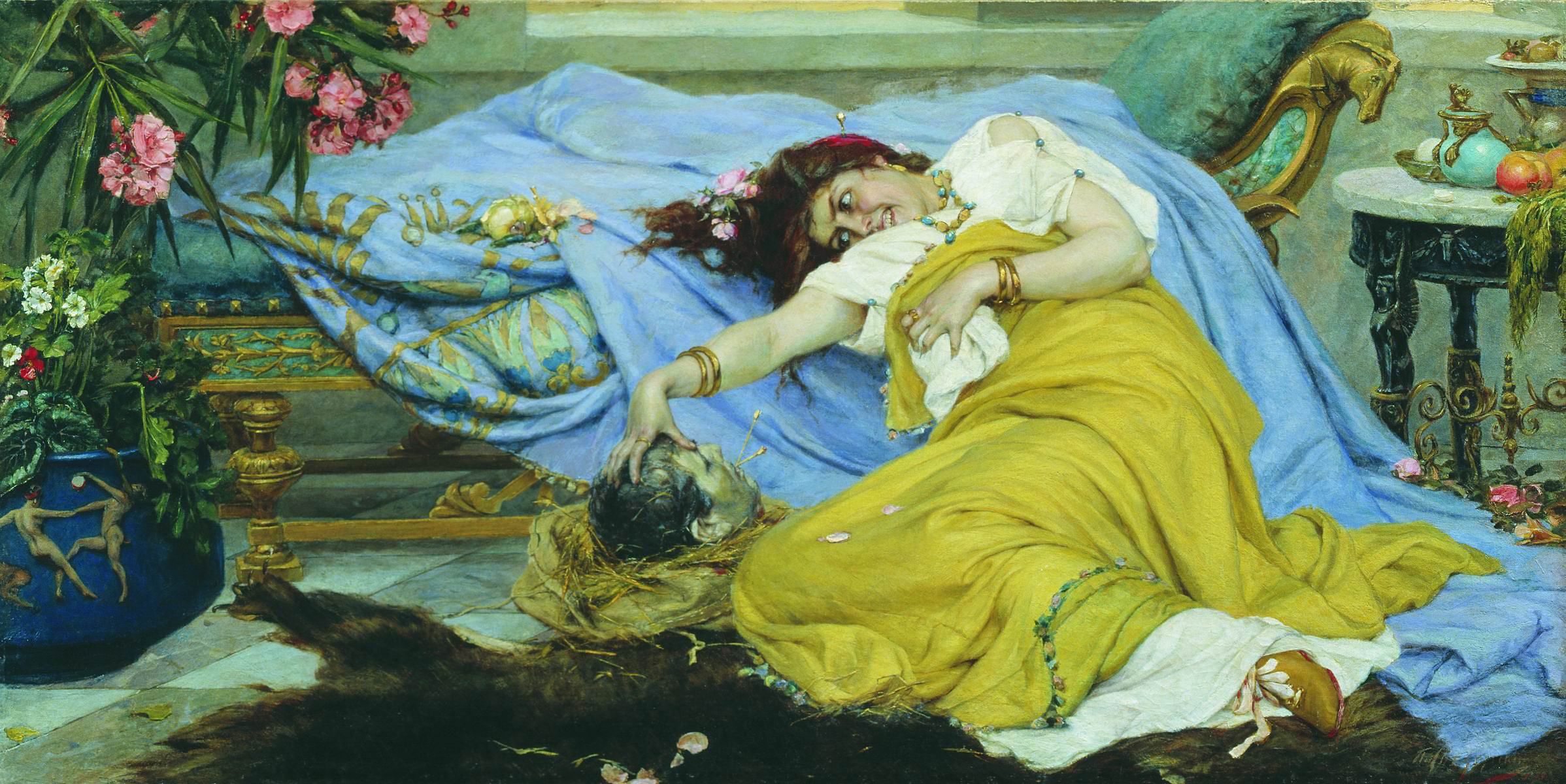
Fulvia, esposa de Marco Antonio, se divierte con la cabeza decapitada de Cicerón, que fue ejecutado por orden de su marido.

Su primer esposo fue Publio Clodio Pulcro, un demagogo político, famoso por causar inestabilidad en los asuntos internos de Roma, a menudo involucrado en conspiraciones y que recurría a la violencia. Se dice que Fulvia apoyó financieramente la carrera de su marido e inspiró la mayoría de sus acciones. Fulvia le dio una hija llamada Claudia. Durante este período, la joven Fulvia se vio metida en una serie de intrigas y conspiraciones.
Clodio actuó entonces contra Cicerón y Catón el Joven. A Marco Tulio Cicerón, sus propiedades le fueron confiscadas por orden de Clodio, su casa en el Palatino derribada, y su cargo puesto a la venta mediante subasta. La persecución de Cicerón era un asunto personal para Clodio.
Tras la partida de César a las Galias, Clodio se convirtió en el dueño de Roma, con la ayuda de su banda personal, una de las muchas que actuaban en aquel momento en la ciudad. En el año 57 a. C., un tribuno propuso que se le permitiera la vuelta del exilio a Cicerón, por lo que Clodio recurrió a la violencia para impedir la aprobación de esta medida. Sus esfuerzos fueron no obstante frustrados por Tito Anio Milón, quien reunió una banda propia lo suficientemente fuerte como para controlar a la banda de Clodio. Furioso, Clodio atacó a los trabajadores que reconstruían la casa de Cicerón con dinero público, asaltando al propio Cicerón en la calle, y prendiendo fuego a la casa del hermano del orador, Quinto Tulio Cicerón.
Aquí comienzan una serie de acontecimientos que enfrentan al marido de Fulvia con Milón y Cicerón.
Mientras Milón era candidato al consulado y Clodio aspiraba al proconsulado, ambos rivales reunieron sus bandas, que se enfrentaron en las calles de Roma. Finalmente, el 18 de enero del 52 a. C., Clodio fue asesinado cerca de Bovillae. Sus enfurecidos seguidores establecieron su pira funeraria en el propio edificio senatorial, dejando viuda a una ambiciosa Fulvia de veinticinco años, que pasaría a encabezar en la sombra la facción de su primer marido, acumulando rencor y vengándole tiempo después.

## Segundo matrimonio
Su viudez no duró mucho. Pronto se casó con Cayo Escribonio Curión, un influyente y talentoso tribuno cuya defección a César, a cambio de un enorme soborno, cambió el equilibrio en favor de Julio César en su lucha con el Senado romano en 50 a. C. Con el estallido de la Guerra Civil, César confió en Curión para una expedición para conquistar África. Pero, mal informado sobre el ejército enemigo, sufrió una grave derrota frente al rey Juba I de Numidia en la que murió y sus tropas fueron aniquiladas (49 a. C.).

## Tercer matrimonio

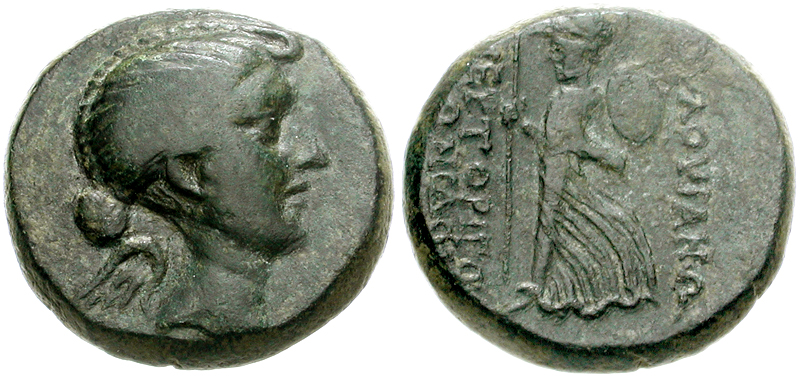
Moneda acuñada en Eumea (Frigia) con el busto de Fulvia en el anverso

La propia carrera política de Fulvia se inició con su tercer matrimonio, con el futuro triunviro romano Marco Antonio. Plutarco escribió que ella necesitaba maridos con un activo político y el ambicioso Antonio estaba altamente cualificado. Como Publio Clodio Pulcro había hecho anteriormente, Marco Antonio estaba feliz de aceptar el dinero de Fulvia para impulsar su carrera. Antonio cambió el nombre de la antigua ciudad griega de Eunemia o Eumeneia a Fulvia, en honor a ella.
Fulvia y Antonio tuvieron dos hijos:
- Marco Antonio Antilo (47 a. C.-1 de agosto de 30 a. C.) y
- Julio Antonio Crético (45 a. C.-2 a. C.).

A raíz del asesinato de Julio César el 15 de marzo de 44 a. C., Antonio formó el segundo triunvirato con Octavio (el futuro emperador Augusto) y Marco Emilio Lépido y se embarcó en una salvaje proscripción. Para solidificar la alianza política, Fulvia ofreció a su hija, Claudia, al joven Octaviano como esposa. Antonio persiguió y proscribió a sus enemigos políticos, principalmente a Marco Tulio Cicerón, que le había criticado abiertamente en las Filípicas. Fulvia exhibió la cabeza y las manos de Cicerón en el Foro, cortados por un centurión, Herenio (Herennius).
Fulvia estaba complacida al vengarse así de Marco Tulio Cicerón no solo por Antonio, sino también por Publio Clodio Pulcro. Dión Casio describió la alegría con la que atravesó la lengua del muerto Cicerón con sus horquillas de oro, como una última venganza contra la "lengua" de Cicerón.

Y cuando les enviaron la cabeza de Cicerón (pues cuando huía fue apresado y degollado), Antonio, después de dirigirle muchos y desagradables improperios, ordenó que la colocaran en un lugar destacado, más visible que las demás, en la tribuna de oradores , allí desde donde había pronunciado tantas soflamas contra él, y allí se podía ver junto con su mano derecha, que le había sido amputada, y Fulvia cogió la cabeza con las manos, antes de que se la llevaran, y, enfurecida con ella y escupiéndole, la colocó sobre las rodillas y abriéndole la boca le arrancó la lengua y la atravesó con los pasadores que utilizaba para el pelo, al tiempo que se mofaba con muchas y crueles infamias.
Extraído de Dion Casio; Historia romana Editorial Gredos, traducción de Juan Pedro Oliver Segura

## El malestar social y la muerte de Fulvia

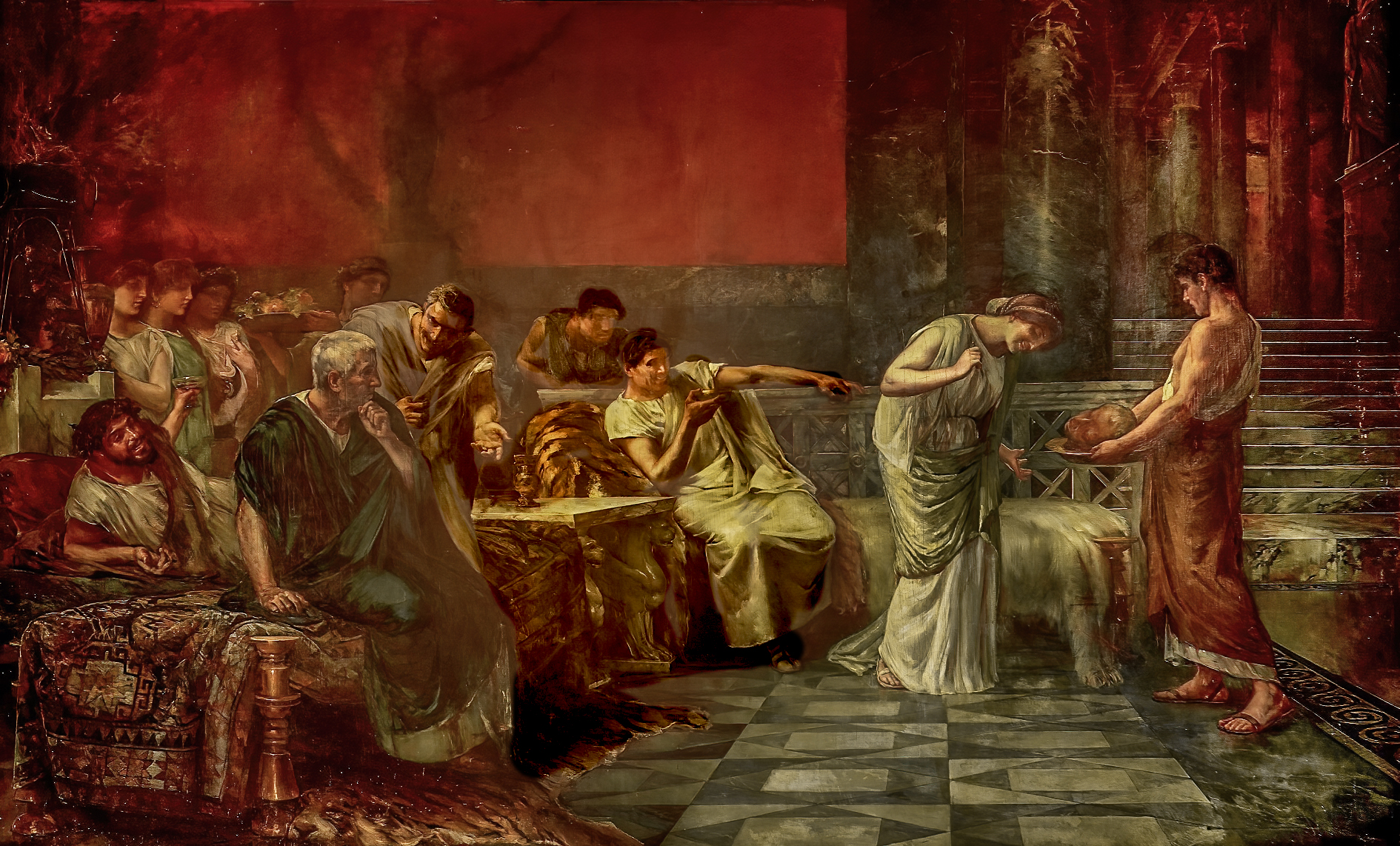
Fulvia y Marco Antonio o La venganza de Fulvia, de Francisco Maura y Montaner, 1888. (Museo del Prado, Madrid).

Poco después, tras el reparto de los triunviros, Antonio se fue a Egipto, donde se reunió con Cleopatra VII mientras Octaviano se quedaba en Italia reorganizándola. Estas acciones causaron disturbios políticos y sociales. Fulvia recibió el divorcio de Octaviano y Claudia como un insulto a su familia y decidió actuar. Junto con Lucio Antonio, el hermano de Marco Antonio, reunió ocho legiones en Italia para luchar por los derechos de Antonio contra Octavio. 
El ejército resistió en la Roma ocupada por un corto tiempo, pero finalmente se retiró a Perusia (la actual Perugia). Sitiados por las tropas de Octavio y hambrientos, Fulvia y Lucio Antonio se rindieron, en el invierno de 41 a. C. - 40 a. C. Fulvia fue exiliada a Sición (Sicyon), donde falleció de una enfermedad repentina., mientras Antonio se dirigía a reunirse con ella. Aún no tenía cuarenta años.
Su muerte abrió una esperanza de conciliación para Octavio y Antonio. Ahora el viudo de Fulvia se casó con la única hermana del triunviro Octavio, Octavia. El destino de la hija de Fulvia después de su divorcio se desconoce. Su hijo Antilo fue decapitado por Octaviano en Alejandría en 30 a. C.